# Cronos
În mitologia greacă, Cronos era cel mai tânăr din prima generație de titani, descendenții divini ai lui Geea (Mama Pământ) și Uranus (Tatăl Cer). El și-a răsturnat tatăl și a condus în timpul epocii de aur, până când a fost răsturnat de propriul său fiu, Zeus și a fost  închis în Tartarus. Potrivit lui Platon, însă, Phorcys, Cronos și Rhea au fost cei mai mari copii ai lui Oceanus și Tethys.  
Cronos era de obicei descris cu o  coasă sau o seceră, care a fost instrumentul pe care l-a folosit pentru castrarea și destituirea lui Uranus, tatăl său. La Atena, în a douăsprezecea zi a lunii  Hekatombaionului, avea loc un festival numit Kronia în cinstea lui Cronos pentru a sărbători recolta, sugerând că, datorită asocierii sale cu virtuoasa Epocă de Aur, Cronus a continuat să fie patronul recoltei. Cronos era identificat în antichitatea clasică cu zeitatea romană Saturn.

## Etimologie

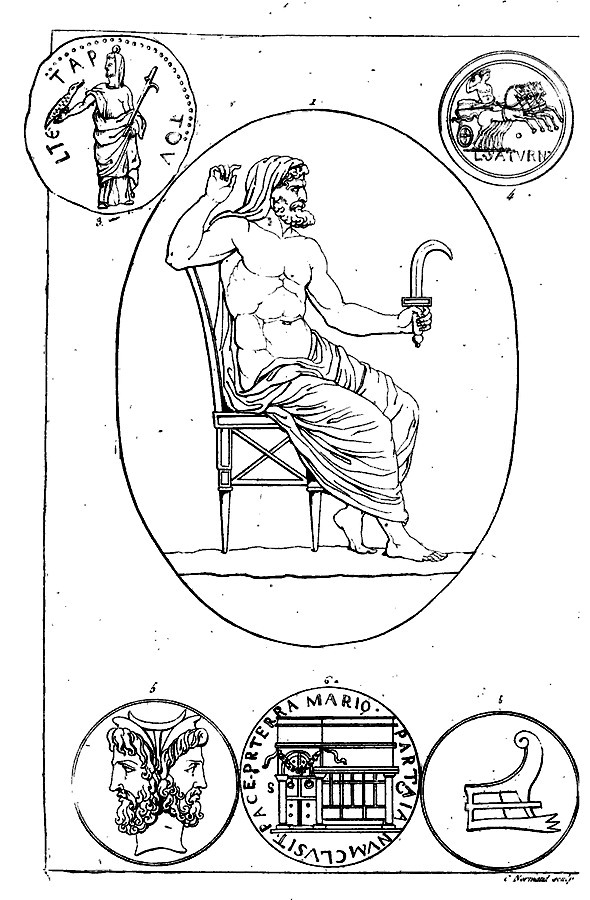
Cronos înarmat cu secera (harpè) împotriva tatălui său și diferite medalioane din piatră gravate

Forma latinizată a  numelui Κρόνος (Kronos) este posibil să fie derivată din rădăcina indo-europeană ker-, care înseamnă „a tăia”.
În timpul antichității, Cronos a fost interpretat ocazional ca  Chronos/Cronus, personificarea timpului. Filosoful roman Cicero a declarat că numele grecesc al lui Cronus  este sinonim cu Cronos (timp), deoarece menține cursul și ciclurile anotimpurilor și perioadele de timp, în timp ce numele latin Saturn denotă că el  își devora fiii, ceea ce înseamnă că timpul devoră veacurile.
Istoricul și biograful grec Plutarh  a afirmat că grecii credeau că Cronos este un nume alegoric pentru χρόνος (timp). Filosoful Platon oferă în Cratylos său două interpretări posibile pentru numele lui Cronus. Prima este că numele său denotă „κόρος” (koros), natura pură (καθαρόν) și nepătată (ἀκήρατον) a minții sale. A doua este că Rhea și Cronus au primit nume de pârâuri curgătoare, cursuri de râuri (Rhea - ῥοή (rhoē) și Cronus - Xρόνος (chronos)).    
Povestea când Rhea încearcă să-și salveze pruncul, pe Zeus, de la înghițire, și  îi oferă o piatră lui Cronos este o sursa pentru proverbul Apa trece, pietrele rămân. Cronos, după ce este otrăvit de Zeus, scuipă întâi piatră, apoi pe zeii înghițiți. Timpul nu reușește să devoreze piatra, ciclul se reia, anotimpurile revin. 
Zeii înghițiți de Cronos (timpul) erau anotimpurile sau sezoanele: în Grecia Arhaică, Poseidon, ca zeu al apelor, reprezintă sezonul inundațiilor  după încetarea iernii, Hera, ca zeiță a familiei, reprezenta sezonul venirii  primăverii, Demetra, care era zeița agriculturii, reprezenta sezonul recoltelor, Hestia, care avea ca simbol vatra, reprezenta sezonul adăpostirii familiei la vatră odată cu venirea frigului toamnei, iar Hades, stăpânul infernului, reprezenta sezonul frigului - mijlocul iernii. Scuiparea zeilor indică reluarea ciclului sezoanelor, un ciclu natural esențial pentru agricultorii din Grecia arhaică: nașterea/primăvara, înflorirea/vara, recoltarea,  degradarea/toamna și moartea naturii/iarna, urmată de renaștere și reluarea ciclului de la capăt.  
Lui Cronos (timpul) îi era frică că va fi înlăturat de pe tron, dar Zeus, zeul cerului și al  tunetelor, al ploilor, al furtunilor, l-a învins și a arătat că cerul, furtunile și fulgerele sunt mereu deasupra timpului. 
Ploile lui Zeus sunt cele care reanimă natura și asigură funcționarea sistematică a sezoanelor  și anotimpurilor. 
Povestea lui Cronos mâncându-și copiii a fost interpretată și ca o alegorie a unui aspect specific al timpului ținut în sfera de influență a lui Cronus. Cronus a reprezentat ravagiile distructive ale timpului care au devorat toate lucrurile, un concept care a fost ilustrat atunci când regele Titan a mâncat zeii olimpici - trecutul consumând viitorul, generația mai veche suprimând generația următoare.
În timpul Renașterii, identificarea lui Cronus și Chronos a dat naștere la „Tatăl-Timp”, care  mânuia coasa pentru recoltare.
H. J. Rose în 1928 a observat că încercările de a da lui „Κρόνος” o etimologie greacă au eșuat. Recent, Janda (2010) oferă o etimologie cu adevărat indo-europeană a „tăietorului”, de la rădăcina ker- „a tăia” (în greacă κείρω, keirō), motivată de actul caracteristic al lui Cronus a „tăierii cerului” (sau a organelor genitale ale lui Uranus, cerul antropomorf). Reflexul indo-iranian al rădăcinii este kar, ceea ce înseamnă, în general, „a face, a crea”, dar Janda susține că sensul original „a tăia” în sens cosmogonic este încă păstrat în unele versete din Rigveda referitoare la eroica „tăiere” a lui Indra, ca cea a lui Cronus.
Acest lucru poate indica un mit  indo-european mai vechi reconstruit ca kert wersmn diwos prin intermediul unei tăieturi a creat înălțimea cerului. Mitul lui Cronus castrându-l pe Uranus este paralel cu Cântecul lui Kumarbi, unde Anu (cerurile) este castrat de Kumarbi. În Cântecul lui Ullikummi, Teshub folosește „secera cu care cerul și pământul au fost odinioară separați” pentru a-l  învinge pe monstrul Ullikummi, stabilind că „castrarea” cerurilor prin intermediul unei seceri a făcut parte dintr-un mit al creației. La origine o tăietură care creează o deschidere sau un decalaj între cer (imaginat ca o cupolă de piatră) și pământ care permite începutul timpului (cronos) și istoria umană este relatată și în Cartea Genezei din Biblie, unde Dumnezeu  creează timpul după facerea Luminii și a ciclului zi-noapte. În următoarele patru zile separă apa de cer, creează uscatul, vegetația și luminătorii zilei și nopții. 
O teorie dezbătută în secolul al XIX-lea susține că Κρόνος este legat de „coarne”, presupunând o derivare semitică din qrn. Obiecția lui Andrew Lang, conform căreia Cronus nu a fost reprezentat niciodată cu un corn în arta elenă, a fost abordată de Robert Brown,    argumentând că, în utilizarea semitică, la fel ca în Biblia ebraică, qeren era un semnificant al „puterii”. Când scriitorii greci s-au întâlnit cu zeitatea semită El, i-au redat numele ca Cronos.  
Robert Graves remarcă faptul că „cronos înseamnă probabil corb - cornix și grecescul corōne”, menționând că Cronus a fost descris cu un corb, la fel ca zeitățile Apollo, Asclepius, Saturn.
Când elenii s-au întâlnit cu fenicienii și, mai târziu, cu evreii, l-au identificat pe semitul El sau Elohim , prin interpretatio graeca, cu Cronos. Asocierea a fost înregistrată prin jurul anilor 100 d.Hr. de lucrarea „istoria feniciană” a lui Philo din Byblos, așa cum se raportează în Præparatio Evangelica a lui Eusebiu I. Relatarea lui Philo, atribuită de Eusebiu istoricului fenician Sanchuniathon, indică faptul că Cronus a fost inițial un conducător canaanit care a fondat Byblos și ulterior a fost zeificat. Această versiune dă numele său alternativ ca Elus sau Ilus și afirmă că, în al 32-lea an al domniei sale, el și-a emasculat, omorât și zeificat tatăl, Epigeu sau Autochthon „pe care l-au numit ulterior Uranus”. În plus, se afirmă că, după inventarea corăbiilor, Cronus, vizitând „lumea locuibilă”, a lăsat drept  moștenirea Attica  fiicei sale, Atena, iar Egiptul  lui Taautus, fiul lui Misor și inventatorul scrisului.
În timp ce grecii l-au considerat pe Cronos drept o forță crudă și furtunoasă a haosului și dezordinii, crezând că zeii olimpici au adus o eră a păcii și a ordinii prin preluarea puterii de către titanii cruzi și răuvoitori, romanii au avut o viziune mai pozitivă și mai inofensivă privind divinitatea, prin combinarea zeității lor indigene Saturn cu Cronos. În consecință, în timp ce grecii îl considerau pe Cronos doar o etapă intermediară între Uranus și Zeus, el era un aspect mai larg al religiei romane. Saturnalia a fost un festival dedicat în cinstea sa și cel puțin un templu lui Saturn i-a fost dedicat  în timpul regatului.
Asocierea sa cu Epoca de Aur „Saturniană” l-a determinat în cele din urmă să devină zeul „timpului”, zeul al calendarelor, anotimpurilor și recoltelor -  întruchipare fără legătură a timpului în general. Cu toate acestea, printre erudiții eleniști din Alexandria și în timpul Renașterii, Cronos a fost combinat cu numele de Chronos, personificarea „Tatălui-Timp”   care folosea coasa de recoltare.
Ca urmare a importanței lui Cronos pentru romani, varianta sa romană, Saturn, a avut o influență mare asupra culturii occidentale. A șaptea zi a săptămânii iudeo-creștine se numește în latină Dies Saturni („Ziua lui Saturn”), care la rândul său a fost adaptată și a devenit sursa cuvântului sâmbătă. În astronomie, planeta Saturn poartă numele zeității romane. Este cea mai exterioară dintre planetele clasice (planetele astronomice care sunt vizibile cu ochiul liber).

## Mitul

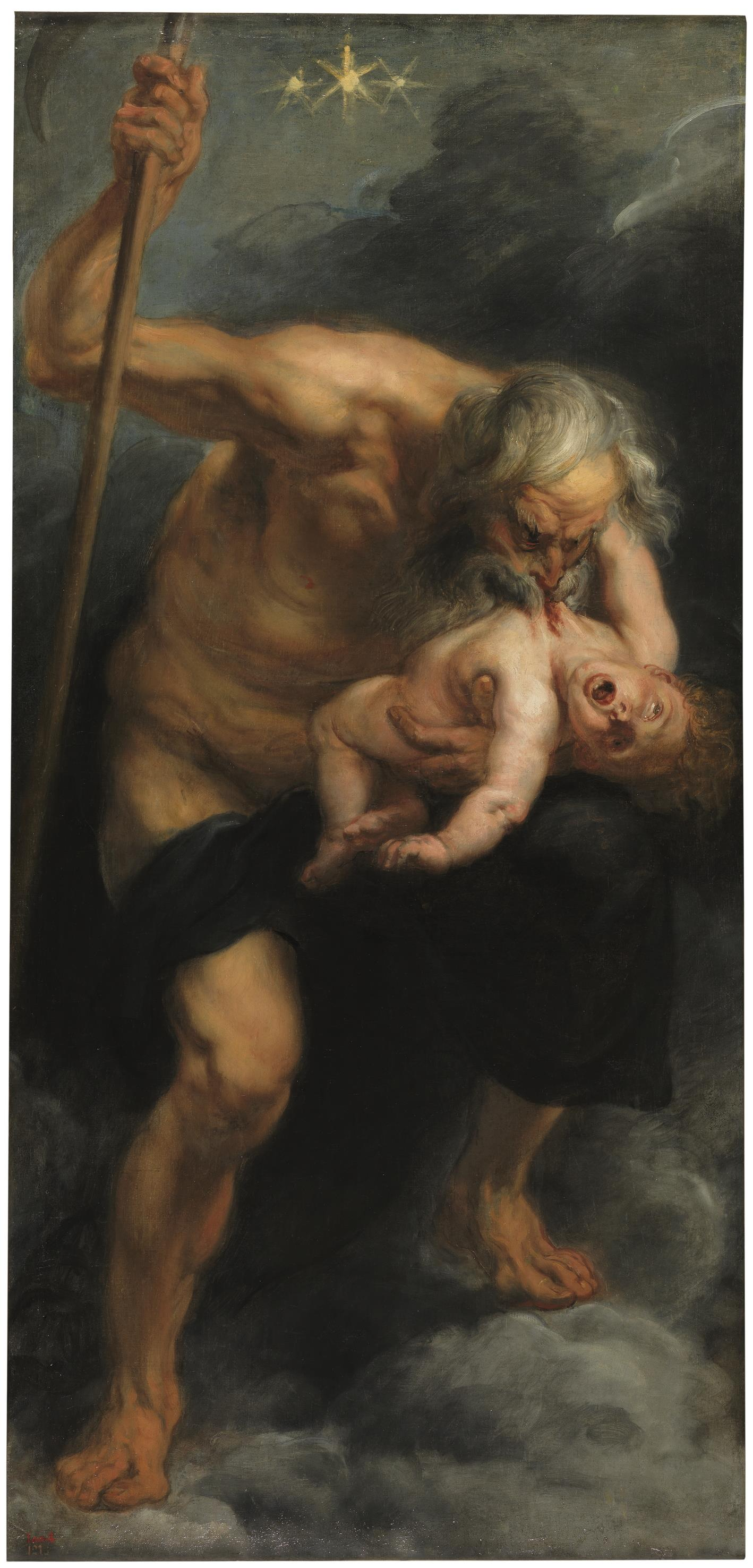
Cronos devorându-și copilul
(Peter Paul Rubens)

Într-o versiune a mitului antic, Uranus și-ar fi ascuns copiii în măruntaiele pământului (Tartar) pentru că se îngrozea la vederea lor, sau pentru că în realitate era înfricoșat de puterea uriașă a acestora. Gaia își considera odraslele obositoare și când disconfortul a ajuns la maxim, a ticluit un plan, al cărui scop era să pună capăt pasiunii lui Uranus, pentru ca el să nu mai poată procrea și astfel să scape de durerile cauzate de urmași. Dar, pentru a reuși, avea nevoie de ajutorul unuia dintre copii. I-a rugat pe toți, dar numai cel mai tânăr a răspuns rugăminții. Ca să-l ajute pe Cronos, Gaia i-a dat o secere de adamanțiu drept armă.
Cronos s-a ascuns, iar când Uranus a venit să se culce cu Gaia, Cronos și-a îndeplinit misiunea. Cu o lovitură puternică din secere, Cronos a separat organele genitale de corpul lui Uranus. Din sângele care a căzut pe pământ (Gaia) s-au născut Erinye-ile (Furiile), Giganții și Meliae-le (Nimfe ale copacilor-cenușă manna). În alte versiuni, Afrodita s-a născut din spuma creată de organele sexuale ale lui Uranus, după ce au fost aruncate de Cronos în mare.
Îndată ce Cronos l-a castrat pe Uranus, el și soția sa, Rhea, au ocupat tronul. Sub puterea lor a început o perioadă de armonie și prosperitate, care a devenit cunoscută ca "Epoca de Aur"; un timp când, se spune, oamenii trăiau fără lăcomie sau violență, fără muncă sau nevoie de legi. Dar nu totul era bine pentru Cronos, pentru că știa că îi este destinat să fie detronat de unul din copiii săi. Pentru a preveni acest lucru, a început să-și înghită nou-născuții, luându-i la naștere și înghițindu-i întregi, reținându-i înăuntrul corpului său, de unde nu îi puteau face nici un rău.
Rhea nu era de acord cu gândul de a-și pierde toți copiii, și, cu ajutorul Gaiei, l-a salvat pe Zeus de soarta sa. Rhea a învelit o piatră în hainele lui Zeus, pe care Cronos a luat-o și a înghițit-o imediat, crezând că este copilul său. Planul Gaiei și Rheaei a funcționat și copilul Zeus a fost dus în Creta, iar acolo, într-o peșteră de pe Mt. Dicte, capra divină Amaltheia l-a alăptat și crescut pe bebelușul Zeus. Când Zeus a devenit un bărbat tânăr, s-a întors pe domeniul tatălui său și, cu ajutorul Gaiei, l-a obligat pe Cronos să îi regurgiteze pe cei cinci copii înghițiți anterior. (În unele versiuni, Zeus a primit ajutor de la Metis, care i-a dat lui Cronos o poțiune, care l-a făcut să vomite frații și surorile lui Zeus). Zeus a condus revolta împotriva dinastiei de titani a tatălui său, și, după zece ani, i-a învins și i-a exilat.
După o altă legendă, Cronos s-ar fi împăcat cu Zeus, și ar fi domnit pe pământ printre oameni, ca un rege bun și înțelept. Târziu, în epoca de fier, când se spunea că oamenii ar fi devenit răi, el i-a părăsit pentru a se urca din nou la ceruri. În afara copiilor născuți cu Rhea, Cronos a mai avut, cu Philyra, un copil cu înfățișare de om și cal în același timp, pe nume Chiron.
Romanii îl echivalează pe Cronos cu Saturn, zeitate care patrona muncile agricole și roadele pământului. În Atena, în a 12-a zi a lunii Hekatombaion, se ținea un festival în cinstea lui Cronos, care se numea "Kronia". Era o sărbătoare a recoltei. În artă, Cronos era înfățișat ca având o secure folosită la culegerea recoltei, dar aceasta a fost și arma cu ajutorul căreia l-a castrat pe tatăl său.
Numele său poate deriva din verbul kreno, care înseamnă "a exersa balansul", "a domni peste", "a guverna".